# Sant Martí de Castell de Vernet
Sant Martí Vell és l'antiga església parroquial romànica del poble de Castell de Vernet, de la comarca nord-catalana del Conflent.
És a la zona de llevant del poble de Castell de Vernet, al peu del començament del camí de pujada a Sant Martí del Canigó, a la cruïlla dels carrers del Canigó i de Carsalade du Pont.

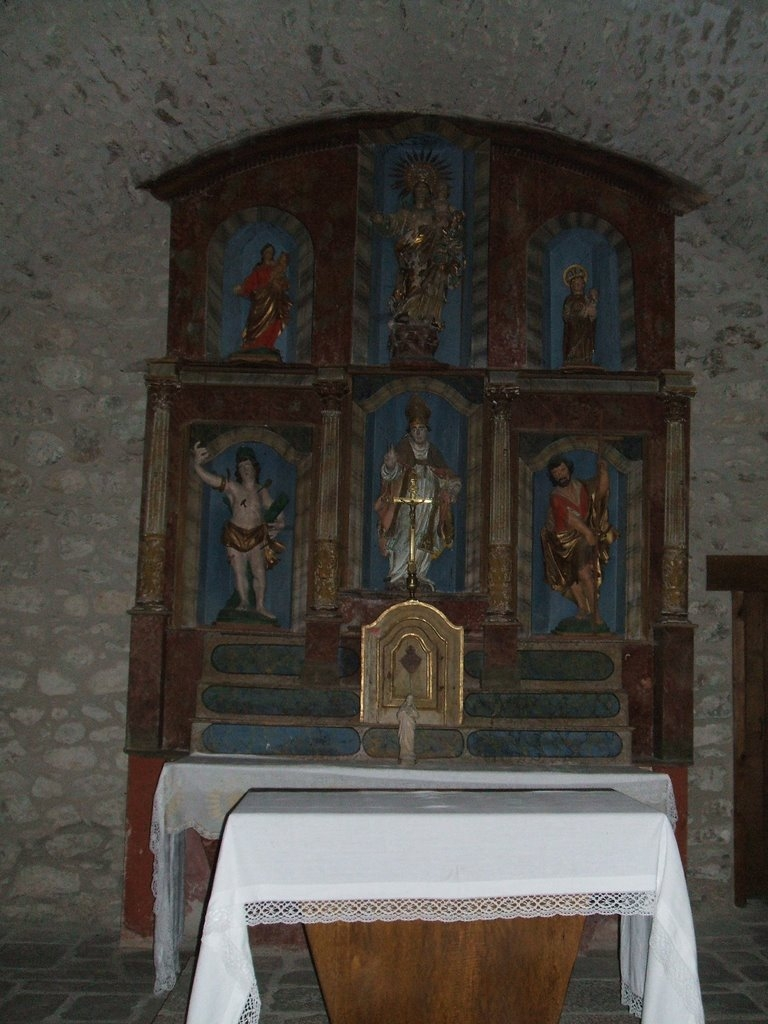
Retaule

És un edifici d'època moderna, construït a baix el poble per tal de substituir la vella església de sant Martí, Sant Martí Vell, que es va convertir en oratori i gradualment va ser abandonada. Amb l'espoli del monestir de Sant Martí del Canigó, aquesta església en va acollir diverses restes, entre elles capitells i altres elements del claustre, que el 1922 foren restituïdes al monestir.